# Baker-sziget
A Baker-sziget egy lakatlan atoll az egyenlítőtől északra a Csendes-óceán közepén, kb. 3100 km-re délnyugatra Honolulutól. Körülbelül félúton van Hawaii és Ausztrália között. A legközelebbi szárazföld, a Howland-sziget, 68 km-re északra van.
A sziget védelme az Amerikai Egyesült Államok feladata. Mivel lakatlan, csak időnként látogatják, nincs helyőrség.

## Története
1818-ban fedezte föl Elisha Folger az Equator cetvadászhajóval. A sziget Michael Bakerről kapta a nevét, aki 1834-ben látogatott a szigetre. 1839-ben újra kikötött itt egy cetvadászhajó, és eltemettek egy amerikai tengerészt. A területet 1857-ben szállták meg az amerikaiak, jelenleg is az ő fennhatóságuk alatt áll.